# جون إس. ويلسون (صحفي)
جون إس. ويلسون (بالإنجليزية: John S. Wilson)‏ هو صحفي أمريكي، ولد في 6 يناير 1913 في إليزابيث في الولايات المتحدة، وتوفي في 27 أغسطس 2002 في برينستون في الولايات المتحدة.

## وصلات خارجية
- جون ويلسون على موقع ميوزك برينز (الإنجليزية)